# Barbadillo del Pez
Barbadillo del Pez település Spanyolországban, Burgos tartományban. Barbadillo del Pez Salas de los Infantes, Vizcaínos, Jaramillo de la Fuente, Riocavado de la Sierra, Barbadillo de Herreros és Valle de Valdelaguna községekkel határos. Lakosainak száma 66 fő (2024).

## Népesség
A település lakosságának változását az alábbi diagram mutatja:
| Lakosok száma | 106  | 93   | 82   | 87   | 80   | 75   | 69   | 68   | 65   | 66   |
|               | 2001 | 2004 | 2006 | 2009 | 2011 | 2014 | 2016 | 2019 | 2021 | 2024 |